# Haplogrupo H (ADNmt)
En genética humana el haplogrupo H es un linaje mitocondrial humano (ADNmt) típico de Eurasia Occidental. Es derivado del haplogrupo HV y es el haplogrupo matrilineal más característico de toda Europa (excepto en los sami), predominando en Europa Occidental.

## Origen
Los cálculos teóricos afirman que tendría un origen probable en el Medio Oriente hace unos 30 000 años, migrando a Europa hace 20 000 a 25 000 años durante un pico de la edad de hielo y está probablemente relacionado con la cultura gravetiense. Otros cálculos le dan una antigüedad de 15 000 a 20 000 años y dado que la mayor diversidad se encuentra en el Cáucaso, parte de Europa Oriental y Medio Oriente, el origen más probable estaría en Asia Menor o zonas adyacentes.
El hallazgo de los restos humanos conocidos como Paglicci 23 en Apulia, Italia, fechado hace 28 000 años y cuyo análisis genético reveló que su pertenencia al haplogrupo U o al HV, indica que la antigüedad de este haplogrupo y de sus migraciones podrían ser aún mayores.
Sin embargo, el haplogrupo H propiamente dicho solamente se ha encontrado en Europa, aunque con baja frecuencia, en restos humanos a partir del Neolítico temprano, hace 7450 años: tres variantes de H1, así como H23, H26, H46 y H88. La diversidad del haplogrupo H en Europa aparece a partir del Neolítico Medio, en restos de hace aproximadamente 6100 a 5500 años en los cuales se han encontrado también los haplogrupos H3, H5, H7, H10, H16 y H89. Una mayor diversidad y el aumento de la frecuencia fue el resultado de contribuciones genéticas sustanciales de sucesivas culturas paneuropeas y en particular la cultura del vaso campaniforme, que se expandió desde la península ibérica en el Neolítico Tardío, hace unos 4800 años. A partir de entonces se difundieron H2, H3, H4, H11, H13, H16, además de H1.

## Frecuencias
H tiene sus mayores frecuencias en Europa, siendo también común en Medio Oriente, África del Norte, Cáucaso, Asia Central, Siberia Occidental y llegando hacia el Este hasta Mongolia.
En España se encuentran altas frecuencias: 58.5 % en Galicia, islas Canarias  (37.6 %),  54.1 % en Asturias, 49 % en País Vasco, 29 % en Cataluña, 46.2 % en Andalucía, 53.3 % en Valencia y el 46 % en Castilla. Es de notar que ya de antiguo se encontraba este haplogrupo entre iberos prerromanos y con 53 %.
En las islas británicas encontramos: 59.8 % en País de Gales, 48.06 % en Inglaterra, 43.7 % en irlandeses y 42.5 % en Escocia.
En Italia: 56.8 % en Piamonte, 54.3 % en Sicilia, 45.7 % en Cerdeña y 39.1 % en Toscana.
En otras partes de Europa Occidental las frecuencias para H están: 44.5 % en Francia y 44.8 % en Alemania. En Europa Oriental encontramos 32.1 % en Turquía, 30.4 % en Armenia, 19.2 % en Georgia, el 43 % en Creta, 50 % en Lesbos, 41.7 % en Polonia, 43 % en Rusia, 44.1 % en Eslovenia, 35.1 % en Rumania, el 41 % en la República Checa, 45.2 % en Estonia y 36.36 % en Finlandia.
En África del norte: Frecuencias de 61 % entre los tuareg de Libia, 42.2% en bereberes marroquíes, 34% en árabes argelinos y 20% en Mauritania.
En el Oriente Medio 23.4 % en Irak, 30 % en Jordania, 22.9 % en Siria y 26.7 % en Líbano.

## Subgrupos y su distribución
Entre todos los subclados, H1 y H3 han sido estudiados más detalladamente y asociados a la expansión magdaleniense desde el Medio Oriente hace 13 000 años.
- Haplogrupo H (2706, 7028)[9]
  - H1 (3010) es el subclado de H más importante, ampliamente expandido en Europa, África del Norte y Asia Occidental. Las frecuencias más altas están en Europa Occidental, con un máximo entre los vascos (27.8 %), pasiegos y en Bearn, también frecuente en Noruega, España, Portugal, Norte de África (bereberes) y Cerdeña. Es común un 10 % en otras partes de Europa como Francia, Italia, islas británicas, Alpes, Escandinavia, Europa Oriental y Rusia; y un 5 % en el Cáucaso, Medio Oriente y Asia Central.[1]
    - H1a
    - H1b es más común en Europa Oriental y NO de Siberia.[10]
    - H1c
    - H1e

  - H2 (1438) es común en Europa Oriental (especialmente en Chuvasia) y en el Cáucaso[8] (como en Daguestán). También en Asia Central y Medio Oriente[10] (península arábiga). Poco en Europa Occidental (finlandeses, vascos).
  - H3 (6776) principalmente en Europa Occidental, presenta un máximo en los vascos (13.9%), Galicia (8.3 %) y Cerdeña (8.5 %).[1] También en Bearn, Portugal y Hungría. Poco en Europa Oriental y Asia Central.
  - H4 (3992, 5004, 9123) poco en Europa, Cáucaso y Medio Oriente,[8] especialmente en Armenia y Arabia.
  - H5'36 (456)
    - H5 es común en el Cáucaso (especialmente en Georgia y karatchaianos-balkarianios)[11] y en Europa Oriental (Polonia, Rumania). Menores frecuencias en Europa Occidental (Gales, Piamonte) y Medio Oriente (Líbano).
      - H5a es común en Europa Central[8] y la región franco-cantabria.[12]

    - H36 (o como parte de H5) Encontrado en Finlandia.[13]

  - (16362)
    - H6 Importante en Asia Central,[11] Europa Oriental (Chuvasia) y Asia Occidental (península arábiga). Poco en Europa Occidental (Irlanda).

  - H7 poco en Europa (Noruega), Cáucaso (Armenia) y Asia Central.
  - H-T152C!
    - H9 encontrado en Yemen,[14] Siria y Líbano
      - H9a en el Pueblo galés,[15] Italia (Calabria[16]), y los Caraítas de Crimea[17][18]

    - H32 en Ucrania, Polonia, Italia, Portugal
    - H46
    - H52 es común en numerosos países europeos
    - H69 en Irlanda,[19] Suecia, Finlandia,[20] Alemania y otros países europeos
    - H103 en Italia
    - H107 en Rusia,[21] Alemania e Italia

  - H10 encontrado en el Tirol
  - H-T195C! (195)
    - H-T146C!
      - H8 poco en Asia Central, Cáucaso, Medio Oriente y Sur de Europa.
      - H31

    - H11 poco en el Cáucaso, Asia Central. En Eslovaquia.
    - H12 en Italia
      - H12a en Italia (Sicilia[22] y Calabria), Grecia, Bulgaria

    - H91 en Inglaterra, Escocia, Irlanda, Alemania, Italia
    - H108

  - H13 común en el Cáucaso (Georgia, Daguestán), menos en Europa, Medio Oriente y Norte de la India.
  - H14 poco en el Medio Oriente (Jordania), Asia Central, Cáucaso y Europa.
    - H14a encontrado en los armenios de Turquía,[23] el pueblo sardo de Italia,[24] y los judíos mizrajíes de Irán y Irak.[25]
      - H14a1
      - H14a2 es común en Irán y encontrado en los gitanos en España[26] y los croatas.[27]

    - H14b encontrado en muchas poblaciones de Europa y Asia Occidental, incluyendo los asirios,[28] los persas,[29] y los Armenios de Irán,[30] y varios grupos étnicos de Suiza, Alemania, Irlanda, España, Italia (Tuscania)[31] y Catar.
      - H14b1 especialmente en Francia y también en Mónaco y Escocia.
      - H14b2 en Irán y Pakistán.
      - H14b3 en los Armenios de Artsaj[32] y pueblos de Armenia, Turquía, Arabia Saudita, Italia, y Escocia.
      - H14b4 en Italia y Alemania.

  - H15 Norte de Italia, India y en Drusos.
  - H16 en el Tirol, Alemania y en Noruega e Inglaterra.
    - H16a en el pueblo checo[33] y en Alemania, Escocia, y los Países Bajos.
    - H16b en Cerdeña.[34]
    - H16d en Europa, por ejemplo en Italia, Francia, Irlanda, e Inglaterra.
    - H16e especialmente en Suecia.

  - H-G16129A! (16129)
    - H17 especialmente en Irlanda, también en Inglaterra, Escocia, Gales, Suecia y Alemania.
      - H17a en Europa, por ejemplo en Cerdeña[35] y Lituania.

    - H27

  - H18 Arabia Saudita
  - H19
  - H20 Turquía, Cáucaso, Medio Oriente
  - (16192)
    - H21 Oeste del Cáucaso, Asia Central
    - H30

  - H22
  - H23
  - H24 encontrado en Francia, España, y los gitanos en España.[36] También en Alemania, Irlanda, Escocia, e Inglaterra.
  - H25
  - H26
  - H28
  - H29
  - H33
  - H34
  - H35
  - H37
  - H38
  - H39
  - H42 en España, Portugal, Francia, Inglaterra
    - H42a en Irlanda, Inglaterra, Escocia, Suecia, Francia, Serbia

  - H43
  - H44
  - H45 en Irlanda, España
    - H45a: especialmente en Finlandia, también en Suecia
    - H45b: Irlanda,[37] Escocia, Inglaterra, Alemania

  - H47 en Siria, Italia, los armenios, y los Asquenazí de Europa Central y Europa Oriental[38]
    - H47a en Inglaterra, Irlanda, la República Checa, Bulgaria

  - H48
  - H49
  - H50
  - H51
  - H52
  - H53 (https://www.yfull.com/mtree/H53/)
    - H53*: Vascos.
    - H53a: Encontrado en Vascos y en el sur de la península ibérica.
    - H53a1: Vascos.
    - H53b: Galeses.
    - H53b1: Ingleses.
    - H53c: Mozabites de Argelia.
    - H53d: Aragón.

  - H54
  - H55
  - H56: Irlanda, Escandinavia, los alemanes, los italianos, los asquenazí de Europa Oriental,[39] Inglaterra, Albania
  - H57
  - H58
  - H59
  - H60
  - H61
  - H62
  - H63
  - H65
  - H66
  - H67
  - H70
  - H71
  - H72
  - H73
  - H74
  - H75
  - H76
  - H77
  - H78
  - H79
  - H80
  - H81
  - H82
  - H83
  - H84
  - H86
  - H87
  - H88
  - H89
  - H90
  - H92
  - H93
  - H94

(https://www.yfull.com/mtree/H94/)
- - H94*: Polonia y Marruecos (Tamazigh). España, Noruega, Suecia, Portugal, Francia, Inglaterra.
    - H94a
    - H94b
    - H94c
    - H94d

  - H95
  - H96
  - H100
  - H101
  - H102 en Italia
  - H104 en Drusos
    - H104a en Finlandia

  - H105 en Italia
  - H106 en Italia

## Personajes famosos
Hay muchos famosos con este haplogrupo materno. Se encontró este haplogrupo en el emperador Napoleón Bonaparte dentro de una rara variante (H15).
Marie Antoinette, austriaca, esposa de Luis XVI de Borbón, guillotinada en la revolución burguesa jacobina de 1789, tenía una rara variante del haplogrupo H de ADN mitocondrial (PMID 23283403)